# هرابرینو
هرابرینو (به بلغاری: Hrabrino) یک منطقهٔ مسکونی در بلغارستان است که در استان پلوودیو واقع شده‌است.
 هرابرینو ۱۳٫۸۸۱ کیلومتر مربع مساحت و ۷۰۱ نفر جمعیت دارد و ۵۸۰ متر بالاتر از سطح دریا واقع شده‌است.